# Crashdïet
I Crashdïet sono una band sleaze metal formata nel 2000 a Stoccolma, Svezia. Il gruppo è fortemente influenzato da band come W.A.S.P., Stryper, Guns N' Roses, Mötley Crüe e Hanoi Rocks. Il fondatore e frontman Dave Lepard disse di ispirarsi anche a GG Allin.

## Storia
La band fu fondata nel 2000 dal cantante e chitarrista Dave Lepard. Nel 2002 il gruppo si sciolse e fu riformato da Lepard con una nuova formazione. I Crashdïet distribuirono varie demo scaricabili dal loro sito. Nel 2004 firmarono con la casa discografica Universal diventando così uno dei pochi gruppi sleaze a operare sotto una major.
Nel 2005 pubblicarono Rest in Sleaze, che raggiunse la posizione numero 12 nelle classifiche svedesi, dal quale pubblicarono quattro singoli: "Riot in Everyone", "Breakin the Chainz", "Knokk Em Down" e "Its A Miracle", che divennero delle hits in Svezia, successo che valse la partecipazione al Download Festival; La band intraprese anche un tour sul territorio Svedese per supportare l'album sul finire del 2005.
Il 20 gennaio 2006 Dave Lepard, a 25 anni, fu trovato morto nella sua abitazione. Si era suicidato a causa di una profonda depressione, provocata dal suo pesante uso di droga.
In un primo momento la band pensava di non poter andare avanti senza il suo leader e fondatore, ma riscontrando sostegno proveniente dai fan di tutto il mondo, decise alla fine di cimentarsi in un ultimo live gig in febbraio. alcuni mesi dopo i membri sopravvissuti si ritrovarono per discutere dei piani futuri per la band. Dalla riunione emerse un desiderio comune di proseguire con il progetto, che venne annunciato così sul loro sito:
In ottobre la band aveva annunciato che avrebbe continuato sempre sotto il nome di Crashdiet, con il consenso della famiglia di Lepard, per mantenere vivo il suo spirito, e il 22 gennaio 2007 la band si è esibita con il nuovo cantante, il finlandese H. Olliver Twisted, leader dei Reckless Love. A marzo è uscito un DVD Live, che contiene la registrazione amatoriale di uno degli ultimi concerti con Lepard, e vari contenuti extra fra cui le riprese nei backstage.
Il 14 agosto è stata annunciata l'uscita del nuovo album The Unattractive Revolution, nei negozi dal 3 ottobre, preceduto dal primo singolo "In The Raw" (uscito il 31 agosto), di cui è stato girato anche un video; l'album raggiunse la posizione numero 11 nelle classifiche Svedesi.
Il 13 luglio 2008 H. Olliver Twisted ha annunciato l'abbandono della band per continuare la militanza con i Reckless Love. La decisione è stata consensuale ed amichevole con il resto della band:
Dopo aver reclutato il nuovo cantante Simon Cruz, proveniente dai Jailbait, i Crashdiet hanno registrato il nuovo disco (intitolato Generation Wild), che ha visto la luce il 14 aprile 2010 tramite Gain Records ed ha raggiunto la posizione numero 3 nella classifica degli album Svedesi di maggior successo e la numero 1 nella classifica Hard Rock. I Crashdiet inoltre hanno intrapreso nello stesso mese il Generation World tour a sostegno del nuovo album.
Il 22 gennaio 2013 è stato pubblicato The Savage Playground, da cui è stato estratto Cocaine Cowboys come primo singolo.
Il 26 febbraio 2015 il gruppo ha annunciato che il frontman Simon Cruz ha lasciato la band.
Il 6 dicembre 2017, i Crashdiet annunciano Gabriel Keyes quale nuovo vocalist e la realizzazione di un nuovo singolo, "We Are Legion", reso disponibile gratuitamente il 31 dicembre del 2017. In seguito la band annuncia una serie di nuovi concerti in Europa, fissati per la primavera - estate 2018.

## Formazione

### Formazione attuale
- Martin Sweet – chitarra, cori (2002-2006, 2007-presente)
- Peter London – basso, cori (2002-2006, 2007-presente)
- Michael Sweet – batteria, cori (2024-presente)
- John Elliot – voce (2024-presente)

### Ex componenti
- Mary Goore – chitarra (2000-2002)
- Tom Bones – batteria (2000-2002)
- Mace Kelly – basso (2000-2002)
- Dave Lepard – voce, chitarra (2000-2006)
- H. Olliver Twisted – voce (2007-2008)
- Lexy Riot – basso (2000-2001)
- Simon Cruz – voce, chitarra ritmica (2009-2015)
- Gabriel Keyes - voce (2017-2023)
- Eric Young – batteria, cori (2002-2006, 2007-2023)

## Discografia

### Album in studio
- 2005 – Rest in Sleaze
- 2007 – The Unattractive Revolution
- 2010 – Generation Wild
- 2013 – The Savage Playground
- 2019 – Rust
- 2022 – Automaton

### Singoli
- Riot in Everyone
- Knokk 'Em Down
- Breakin' the Chainz
- It's a Miracle
- In the Raw
- Falling Rain
- Generation Wild (2010)[10]
- Cocaine Cowboys